# 文山至靖西铁路
文山至靖西铁路是中华人民共和国西南沿边铁路的组成部分，全线自云南省文山市起迄至广西壮族自治区靖西市，正线长度约282千米，铁路全线共设24站，设计速度为160千米/小时。该铁路也是《云南省中长期铁路网规划（2030年）》的组成部分之一。

## 背景和建设

### 背景
西南沿边铁路是存于中华人民共和国国家发展和改革委员会公布的《中长期铁路网规划（2016—2025）》中的一条普速铁路，该线自云南省腾冲市猴桥镇起迄至广西壮族自治区防城港市。设计标准为国铁Ⅰ级单线，设计时速160公里/小时。

### 建设
文山至靖西铁路是中华人民共和国“十四五”铁路发展规划的一部分，2022年文山至靖西铁路被纳入次年的勘察設計計劃，2024年5月即已完成预可研审查，并于同期发布《新建文山至靖西铁路（云南段）用地预审与选址意见书、先行用地、永久用地征转用地技术服务公告》。铁路总投资357.2亿元人民币，有望在2025年9月启动建设，计划工期五年。

## 车站和线路

### 车站
本线共设24站，其中包括新建车站21个，分别为7个中间站（砚山站、砚山北站、砚山南站、那洒站、三腊站、富宁南站、那坡站）和会让站14个，并改建既有站2个（富宁站、靖西站）以及文蒙铁路的在建站1个（文山站）。

### 线路
文山至靖西铁路正线长度约282千米，衔接了昆河、南昆、云桂等铁路干线，设计速度160千米/小时，将采用HXD1、HXD1C两种型号机车运营。本线处于云贵高原东南缘斜坡地带，其中普阳至文百、那坡至安德段自然坡度大于18.5‰，预计亦采用18.5‰限坡方案，线路途径地域由构造侵蚀、剥蚀、溶蚀中山、低中山山区组成。其中西畴至富宁段需穿越南北走向且最大切割深度达900米的六诏山脉，该山山间育有多条河流。综合地层岩性、构造和不良地质方面的因素线路预计采用桥隧比例低、越岭长度短的木贵—木央越岭方案。同时在靖西境内由北至南引入靖西站，于新圩站向北设置联络线引入田靖铁路。

## 线路作用
文山至靖西铁路建成后将改善云贵交通状况，加强云贵与周边地区的合作交流，推动社会进步以及经济发展。同时为线路附近居民带来就业机会，可促进经济繁荣以及社会稳定，还在产业升级和经济结构优化做出贡献。